# Colonie nell'antichità

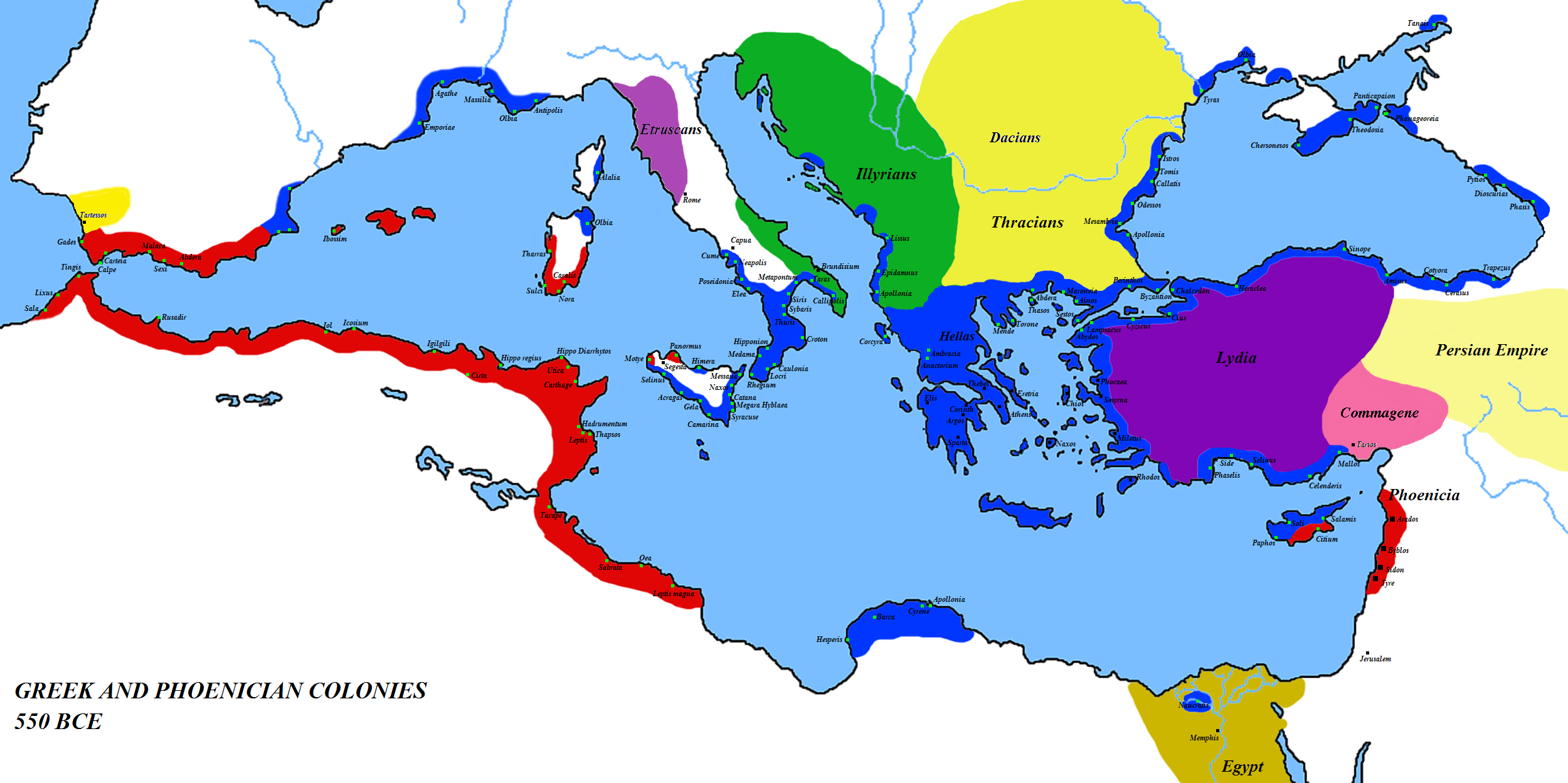
Mediterraneo intorno al VI secolo a.C.

Le colonie nell'antichità erano città-stato fondate da una città madre (la metropoli). Il legame tra la colonia e la sua metropoli ha assunto forme specifiche nel tempo: più in generale, nei casi di colonie fondate dagli antichi fenici, Cartagine, Roma, Alessandro Magno ed i suoi successori, rimase il legame con le rispettive metropoli, e furono utilizzate per l'espansione e la costruzione dell'impero; le colonie greche, invece, erano sovrane e autonome sin dal loro inizio, venivano spesso fondate per risolvere disordini sociali interni alla città madre, ad esempio espellendo una parte della popolazione.

## Colonie fenicie
I Fenici erano la maggior potenza commerciale nel Mar Mediterraneo nella prima parte dei secoli dal XIII al VII circa.
Avevano contatti commerciali in Egitto e in Grecia e fondarono colonie in Occidente fino alla moderna Spagna, a Gila (Cadice) e in seguito a Barchino (Barcellona). Da qui controllavano l'accesso all'Oceano Atlantico ed alle vie commerciali per la Britannia.
Altre importanti colonie erano Icosium (Algeri), Leptis Magna, Gadir (Cadice), Tingis (Tangeri) in Nord Africa e Ibossim (Ibiza), Malaka (Malaga) in Spagna, e si sarebbero spinti fino alle isole britanniche e il Caucaso. Fondarono anche vari empori (porti stabilitisi in città pre-esistenti) come Miriandro, Karatepe o Cizio.

Rotte mercantili dei Fenici

In Italia fondarono Karalis (Cagliari), Panormus (Palermo), Motya (Mozia), Lilibeo (Marsala), Tharros ed Olbia.

### Cartaginesi

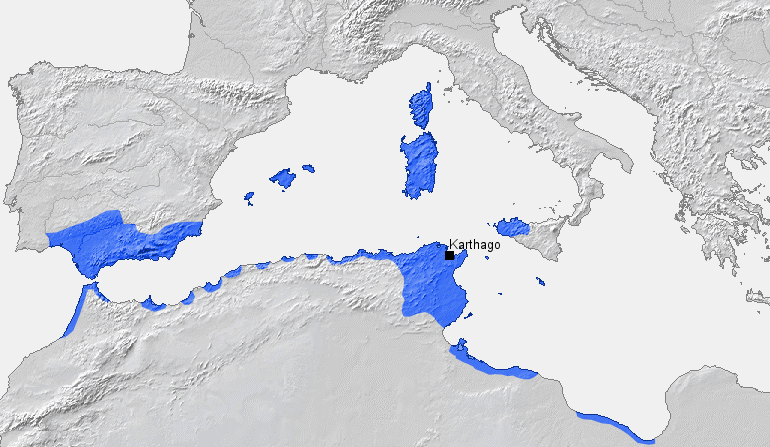
Massima estensione del domino cartaginese

La più famosa e potente delle colonie fenicie fu Kartagine (Cartagine), fondata da Tiro. Cartagine fonderà nel IX secolo a.C. un grande impero marittimo totalmente indipendente, impossessandosi di varie colonie precedentemente fenicie e tutte quelle in Italia meridionale – come le sopracitate Motya, Lilbeo, Panormus (Ziz) e Leptis Magna – ma fondarono anche nuove colonie nel Mar Mediterraneo occidentale, come Carthago Nova (Cartagena), Hispalis (Siviglia), Malta, Utica o Zama, controllarono brevemente anche alcune colonie greche.

## Colonie greche

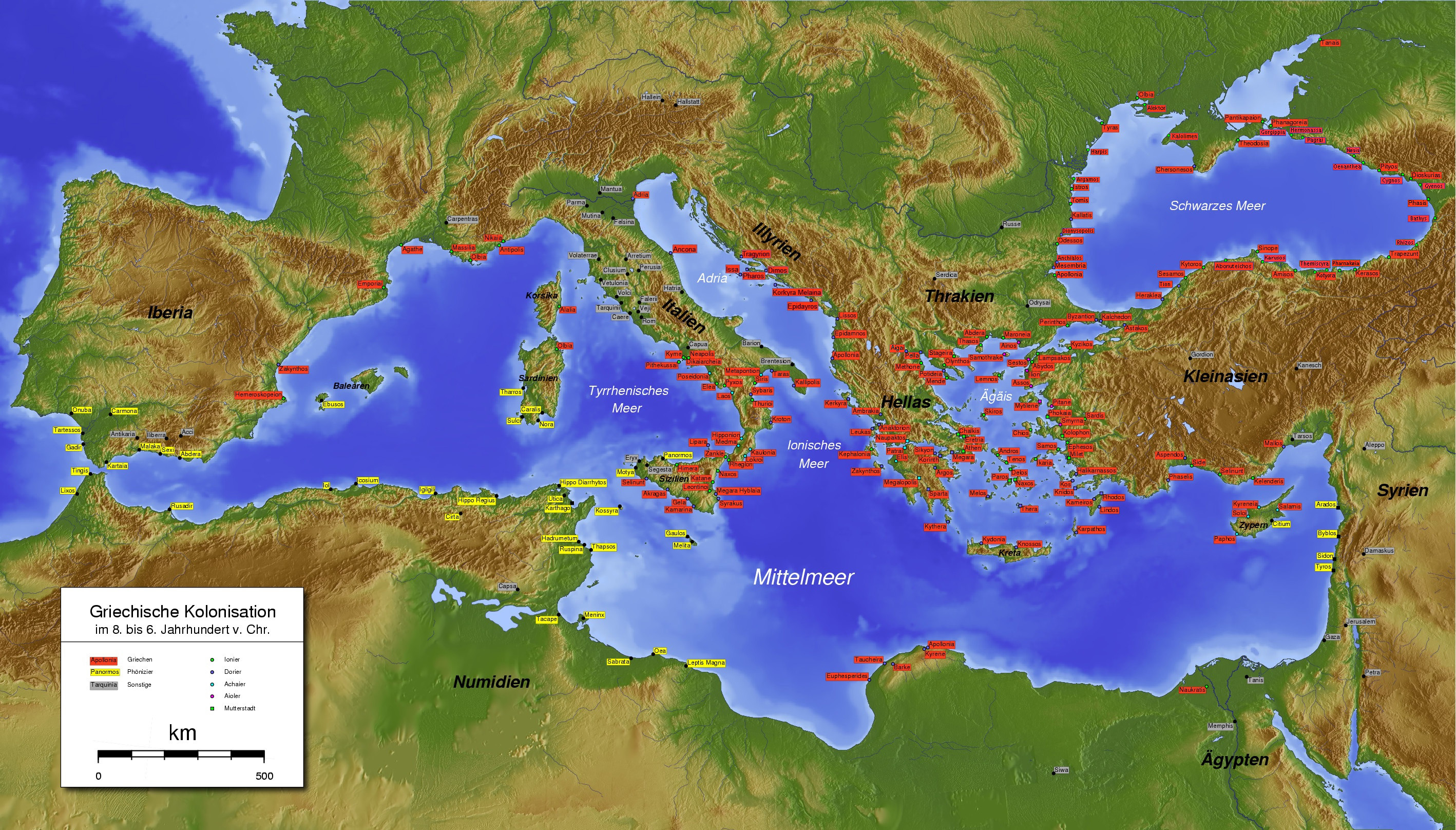
Il Mediterraneo intorno al IV secolo a.C. Gli insediamenti fenici sono colorati in giallo, quelli greci in rosso e quelli delle altre civiltà in grigio.

Nel VII secolo a.C. navi cariche di uomini, animali, aratri e oggetti di uso quotidiano lasciarono le coste greche e si diressero verso le coste del Mar Nero (perché i prodotti agricoli non bastavano per nutrire tutti), su quelle iberiche, su quelle francesi e su quelle italiane.
I motivi di questo fenomeno furono diversi:
- le poche pianure della penisola greca non erano sufficienti per produrre cibo per tutti;
- al di là del mare si potevano trovare terre fertili e metalli preziosi e utili;
- servivano basi di scambio e "clienti" per commerciare i prodotti, come olio, ceramiche, armi;
- servivano scali di appoggio per il commercio marittimo;
- con l'invio in terre lontane di parte della popolazione si potevano risolvere contrasti politici gravi che disturbavano la vita della polis.

La colonia greca (ἀποικία) veniva fondata da gruppi di coloni, provenienti in genere da un'unica polis, che creavano una nuova entità politica completamente autonoma; essi s'imbarcavano verso la nuova terra sotto la guida di un aristocratico chiamato ecista (οἰκιστής oikistēs), letteralmente "fondatore", che aveva consultato precedentemente l'oracolo di Delfi e che aveva anche l'incarico di dirigere le prime fasi della colonizzazione. Con la città di partenza, detta metropoli, cioè "città madre", venivano mantenuti legami di culto e di lingua e a volte anche politici e militari.
Una colonia greca sorgeva in genere vicino a un porto naturale, su un'altura che ne diventava l'acropoli ed era protetta da una cinta di mura; i coloni prendevano poi possesso delle terre circostanti, per coltivarle. I rapporti con le popolazioni circostanti erano in genere abbastanza buoni, anche per i numerosi vantaggi che tutta la zona traeva dalla fondazione.
A partire dall'XI secolo a.C. (prima colonizzazione), i Greci iniziarono a fondare nuove città dapprima dirigendosi verso oriente, sulle coste dell'Asia Minore e del Mar Nero, che costellarono di colonie; si ricordano almeno: Tanais (nell'attuale Russia, nei pressi di Rostov sul Don), Teodosia (ora Feodosia, in Ucraina), Olbia (ora Odessa, sempre in Ucraina), Trapezunta (ora Trebisonda, in Turchia), Tomis (ora Costanza, in Romania), Apollonia (Sozopol, in Bulgaria); nell'attuale costa turca dell'Egeo sorsero invece Smyrnai (Smirne), Ephesos (Efeso), Halikarnassos (Alicarnasso).
In un secondo momento, a partire dall'VIII secolo a.C. (seconda colonizzazione), i Greci iniziarono a fondare città anche ad occidente della loro patria. Famose e potenti colonie furono quelle dell'Italia meridionale, che costituirono la Magna Grecia, e quelle della Sicilia greca, grazie anche al clima favorevole alla coltivazione di grano, vite, ulivo; grazie ai loro commerci ed alle loro scuole artistiche e filosofiche, furono fari di civiltà nel Mediterraneo.
Nella Magna Grecia (termine latino che traduce il greco Megále Hellás, ossia "grande Grecia") si ricordano: Parthenope, poi Neapolis (Napoli), Kyme (Cuma), Poseidonia (Paestum), Hyele, poi Elaia (Elea), Rhegion (Reggio Calabria), Lokroi Epizephyrioi (Locri Epizefiri), Kroton (Crotone), Sybaris (Sibari), Hipponion (Vibo Valentia) (Metaponto), Taras (Taranto).
In Sicilia i Greci fondarono invece, tra le altre: Zancles, poi Messana (Messina), Katane (Catania), Leontinai (Lentini), Syraka, poi Syracousai (Siracusa), Gela (Gela), Akragas (Agrigento) ed Himera (Termini Imerese). La colonia italiana più antica fu quella di Pithekoussai, nei pressi di Lacco Ameno nell'odierna isola di Ischia, mentre tra le più recenti vi furono quelle delle isole Eolie. In Italia centrale e settentrionale sorgevano invece le colonie di Ankón (Ancona) ed Adrìa (Adria). Come si vede, la maggior parte delle antiche colonie greche d'Italia sono ancor oggi fiorenti città, spesso ancora legate ai traffici marittimi.
Nell'opposta sponda dell'Adriatico si ricordano, tra le altre, le colonie di Issa (Lissa) e Korkyra Melaina (Curzola), nell'attuale Croazia, e quelle di Lissos (Alessio), Epidamnos (Durazzo) ed Apollonia (Apollonia), nell'attuale Albania.
Nell'attuale Francia molto importanti erano le colonie di Massalia (Marsiglia) e Nikaia (Nizza); ad opera di Massalia sorsero nell'odierna Spagna mediterranea Emporion (Empúries) ed Hemeroskopion (Dénia).
In Africa la colonizzazione greca si limitò alla Cirenaica, a motivo della breve distanza da Creta, con gli importanti centri di Kyrene (Cirene) ed Apollonia (Apollonia).

## Colonie romane
Con la deduzione di una colonia i Romani immettevano nel territorio conquistato una serie di persone, di norma in età militare, romani o latini. In questo modo riducevano la pressione demografica dell'Urbe e controllavano i nuovi territori. In genere la deduzione avveniva in un centro già abitato da altre popolazioni. Questa pratica nacque durante l'età regia, e continuò fino all'età imperiale, quando fu soppiantata dalla commendatio, alla base del futuro feudalesimo europeo.
Esistevano diversi tipi di colonia. I più importanti tipi erano le colonie romane, le colonie di diritto latino e le colonie immuni. Nel primo caso i coloni mantenevano i diritti della cittadinanza romana, nel secondo caso venivano istituite nuove entità statali, con magistrati locali (duoviri), autonomia amministrativa e, in alcuni casi, con l'emissione di monete, ma comunque con l'obbligo di fornire, in caso di guerra, l'aiuto richiesto da Roma secondo la formula togatorum. Gli abitanti delle colonie latine non erano cittadini, ma possedevano il diritto di commercium et connubium secondo i diritti della cittadinanza. Nell'ultimo tipo i cittadini erano esenti dai pagamenti e battevano moneta.
Alcune colonie sono Fidene, Ostia, Sena Gallica, Mediolanum, Karalis, Cesaraugusta, Cosa, Colonia Agrippina ed altre, tra cui ex-colonie cartaginesi.
Oltre a questo sistema Roma aveva anche stabilito una serie di basi commerciali al di fuori dei propri confini, come Barbarikon, Muziris, Arikamedu in India, Rhapta in Tanzania, e alcune relazioni commerciali con la Cina Han (Zhelaizhai).

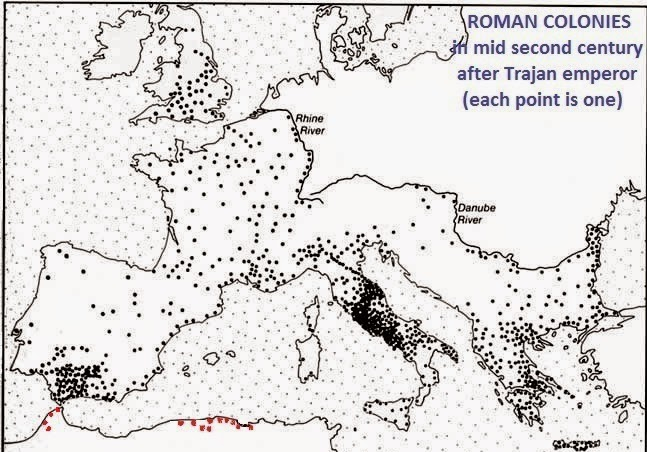
Colonie romane all'interno dell'impero

## Altri esempi coloniali
Il più antico esempio di colonialismo conosciuto (se non si contassero ipoteticamente le migrazioni ominidi nel mondo) è quello del regno di Saba, un regno della penisola araba meridionale, che avrebbe costruito stabilimenti commerciali in Etiopia ed Eritrea già nel 1000 a.C., il principale insediamento di questa regione fu Cohaito. I contatti tra queste regioni avrebbero influenzato i regni di Axum e D'mt, si ipotizza inoltre che questa rete commerciale abbia dato origine agli Habesha.
Anche gli Egizi furono grandi esploratori, instaurando varie colonie nella terra di Nubia e Canaan (Gaza, Arad, Rafah), la cui abitazione potrebbe essere attestata già dai tempi della I dinastia. Un importante centro commerciale egizio fu Naucrati prima ed Alessandria d'Egitto poi.
Anche la Cina, dall'altra parte del mondo, aveva stabilito una serie di colonie, simili al sistema romano. Sotto la dinastia Han la Cina conquistò, oltre alla Cina interna, alcune zone presso il deserto del Gobi, Vietnam e Corea settentrionale e il Tarim, spingendosi fino ai territori degli Yuezhi in Battriana. In queste zone venivano insediati, oltre ai nativi dell'impero, i Tuntian, generali che amministravano queste terre e gestivano le rotte della via della seta. Sempre gli Han crearono il Protettorato dei Territori Occidentali, ovvero gli Xiongnu, assoggettati alle dinastie Han e Jin. 
Sono esistite colonie durante il periodo ellenistico: gli stessi regni dei Diadochi presentano affinità con il concetto moderno di colonia, trattandosi di regni ellenistici che governavano terre chiaramente di etnia diversa, che spesso non avevano rappresentanza, alcuni esempi sono la dinastia Tolemaica, l'impero Seleucide e il regno greco-battriano. Vi furono anche alcune colonie ebraiche, cioè grandi comunità di ebrei nei regni ellenisici e in particolare di quello Tolomeo, alla base della diaspora ebraica.
Nel medioevo il colonialismo fu in decadenza, fatta eccezione per alcune istanze come i Vichinghi o i Polinesiani, ma bisognerà aspettare l'età delle scoperte e il grande colonialismo europeo per una rinascita, che fu però molto diversa.